# سرگی لیتوینوف (زاده ۱۹۵۸)
سرگی لیتوینوف (روسی: Серге́й Николаевич Литвинов؛ ۲۳ ژانویهٔ ۱۹۵۸ – ۱۹ فوریهٔ ۲۰۱۸) پرتاب‌گر چکش اهل اتحاد جماهیر سوسیالیستی شوروی بود.
وی در مسابقات کشوری و بین‌المللی در مجموع برندهٔ ۲ مدال طلا، ۱ مدال نقره و ۱ مدال برنز شده‌است.